# Parque natural alemán-luxemburgués
El parque natural germano-luxemburgués (alemán: Deutsch-Luxemburgische Naturpark) es un parque natural transfronterizo que se estableció el 17 de abril de 1964 mediante un tratado estatal entre el estado alemán de Renania-Palatinado y el Gran Ducado de Luxemburgo. Se convirtió así en el primer parque natural transfronterizo de Europa occidental.

## Literatura
- Cristiano Humberg: Ein Riese namens Heimat @– Streifzüge durch den Deutsch-Luxemburgischen Naturpark Eifelbildverlag, Daun, 2013, ISBN 978-3-9814113-2-4 978-3-9814113-2-4